# アントワーヌ・プレジウソ
アントワーヌ・プレジウソ（Antoine Preziuso ）は1957年スイスのジュネーヴに生まれ、独立時計師アカデミーに所属する時計師である。
時計ケース製造を営む家庭に育ち、7歳で機械式時計の組み立てに成功した。ジュネーヴの時計学校でフランク・ミュラーと同じ部屋でともに学び、1978年にともに首席で卒業した後パテック・フィリップに入社して時計修復に従事、その後アンティコルムを経て1981年にアトリエを設立して独立時計師となり、1993年に自身の名を冠した初の作品を発表。フランクがウォッチランドを設立する際には声をかけられたが断っている。しかし家族ぐるみの交流は今も続いている。1995年に独立時計師アカデミーの一員となった。独自ブランドでも販売しているが、それ以外にブレゲやハリー・ウィンストンなどからも依頼を受け超複雑時計を製作している。
エロティックオートマタが代表作として知られるが、トゥールビヨン、ミニッツリピーター、パーペチュアルカレンダーも製造している。
一時は17人ものスタッフを抱えていたが、2011年に過労がたたって心臓病で倒れ、やむを得ずスタッフを放出するにあたり彼らの再就職先を世話した。現在はジュネーヴ郊外のファンが提供してくれたアトリエで、一人製造を続けている（ただしケースなどの職人とは協力関係にある）。日本にも多くのファンを持ち、彼自身大の親日家である。
2015年、息子のフローリアンと共同で制作したトリプルトゥールビヨンなどの腕時計をバーゼル・フェアで発表した。娘のローラは宝石のデザインを手がけている。